# Ла Томба (Форли-Чезена)
Ла Томба (итал. La Tomba) је насеље у Италији у округу Форли-Чезена, региону Емилија-Ромања.
Према процени из 2011. у насељу је живело 17 становника. Насеље се налази на надморској висини од 300 м.